# Ingvild Midtskogen
Ingvild Synnøve Midtskogen (21 de diciembre de 2007) es una deportista noruega que compite en salto en esquí. Ganó una medalla de oro en el Campeonato Mundial de Esquí Nórdico de 2025, en la prueba de trampolín normal por equipo.

## Palmarés internacional
| Campeonato Mundial | Campeonato Mundial  | Campeonato Mundial | Campeonato Mundial |
| Año                | Lugar               | Medalla            | Prueba             |
| ------------------ | ------------------- | ------------------ | ------------------ |
| 2025               | Trondheim (Noruega) | Medalla de oro     | TN por equipo      |